# Infection tuberculeuse latente
L'infection tuberculeuse latente ou ITL, est la forme asymptomatique de portage de tuberculose, sans traduction clinique ou en imagerie.
l'ITL n'est pas contagieuse.
On estime qu'un quart de la population mondiale est infecté, et que seulement 5 à 15% des personnes infectées non immunodéprimées développent la tuberculose maladie à partie de l'ILA. Dans 80% des cas le développement de l'affection se fait dans les deux ans qui suivent l'infection.

## Risque de progression vers la tuberculose maladie
Certains sujets ont un risque supérieur de progression.
Ce sont les :
- Enfants de moins de 5 ans
- Patients recevant un anti-TNF
- Insuffisants rénaux chroniques
- Infection par le VIH
- Transplantés d’organe avec traitement
- Patients sous immunosuppresseur
- Diabétiques insulino-requérants
- Patients sous corticothérapie orale
- Fumeurs
- Silicotiques
- Patients atteints de certains cancers
- Dénutris

Le risque est réduit si les sujets contacts infectés ont été vaccinés par BCG ou s’ils reçoivent un traitement d'ITL.

## Dépistage de l'ITL
Du fait que l’infection latente n’a pas de traduction clinique ou en imagerie, le seul argument	 en	 faveur de ce diagnostic	 est l’étude de l’immunité. Les immunodiagnostics	 sont l’intra-dermoréaction (IDR) à la tuberculine et les tests de libération de l'interféron gamma (TLIG).
Le dépistage est fait quand il existe une augmentation du risque de	 développement d’une tuberculose maladie et qu’un traitement est envisagé pour prévenir sa survenue.
Il est donc indiqué dans les cas suivants :
- Contage récent avec un patient tuberculeux
- Découverte d’infection par le VIH chez un patient originaire d’un pays de forte incidence de tuberculose
- Avant traitement par anti-TNF
- Personnels de santé
- Enfants migrants primo-arrivants

## Traitement
Le traitement des infections latentes repose soit sur l’isoniazide en	 monothérapie	 pour	 une	 durée	 de	 6	 ou	 9	 mois, soit	 sur	
l’association isoniazide-rifampicine	 pendant	3	mois.